# Angela Williams
Angela Williams (ur. 30 stycznia 1980 w Bellflower, Kalifornia) – amerykańska lekkoatletka, sprinterka, wicemistrzyni świata z Paryża w sztafecie 4 × 100 metrów, halowa mistrzyni świata z Walencji w biegu na 60 m.

## Sukcesy
| Rok  | Zawody                    | Miasto   | Miejsce | Konkurencja        |
| ---- | ------------------------- | -------- | ------- | ------------------ |
| 2003 | Mistrzostwa Świata        | Paryż    | 2.      | Sztafeta 4 x 100 m |
| 2008 | Halowe Mistrzostwa Świata | Walencja | 1.      | Bieg na 60 m       |

## Rekordy życiowe
Stadion
- Bieg na 100 m – 11,02 s (2008)/10,92[1] (2008)
- Bieg na 200 m – 23,02 s (1998)/22,78[2] (2000)

Hala
- Bieg na 60 m – 7,06 s (2008) najlepszy wynik na świecie w roku 2008